# Грант (округ, Миннесота)
Грант (англ. Grant County) — округ в штате Миннесота, США. Административный центр и крупнейший город — Элбоу-Лейк. По переписи 2000 года в округе проживают 6289 человек. Площадь — 1490 км², из которых 1415,5 км² — суша, а 74,5 км² — вода. Плотность населения составляет 4 чел./км².

## История
Округ был основан в 1868 году.